# Аргудан
Аргуда́н (кабард.-черк. Аргудан) — село в Лескенском районе Кабардино-Балкарской Республики в России. Образует муниципальное образование «сельское поселение Аргудан», как единственный населённый пункт в его составе.

## География
Село расположено в западной части Лескенского района, в долине реки Аргудан, который к югу от села образовывает — Аргуданское ущелье. Находится в 7 км к западу от районного центра Анзорей, и в 28 км к востоку от Нальчика. Через село проходит федеральная автотрасса Кавказ Р 217.
Площадь территории сельского поселения составляет 75,90 км². Из них около 10 % площади поселения приходится на населённый пункт, около 90 % на сельскохозяйственные угодья и пастбища.
Граничит с землями населённых пунктов: Анзорей и Второй Лескен на востоке, Старый Черек на западе, Нижний Черек на северо-западе, и со станицей Александровская на севере. На юге земли сельского поселения смыкаются с Лесистым хребтом и землями Государственного Лесного фонда.
Населённый пункт расположен в переходной от предгорной в горную, зоне республики. Рельеф представляет собой горные и обильно лесистые местности на юге, и предгорные наклонные равнины на севере. Перепады высот на территории сельского поселения значительны. Высшей точкой сельского поселения является гора Корт-Тляпа (Гуартэ и плъапӏэ) с высотой в 1041 метр над уровнем моря, которая падает до отметок 330—350 метров на севере сельского поселения.
Гидрографическая сеть представлен рекой Аргудан, а также его левым притоком Вагацуко и левым притокам Грязнушка. Местность богата родниковыми источниками.
Климат влажный умеренный с тёплым летом и прохладной зимой. Амплитуда температуры воздуха колеблется от средних +22 °С в июле, до средних −2,5 °С в январе. Среднегодовая температура воздуха составляет +10 °С. Среднегодовое количество осадков составляет около 700 мм. Наибольшее количество осадков выпадает в период с мая по июль. Основные ветры — северо-западная и восточная. Заморозки начинаются в конце октября и заканчиваются в конце марта.

## История
Первые поселения на территории села существовали уже в каменном веке.
Существует версия, согласно которой название населённого пункта произошло от имени кабардинского князя Аргу. Его имя впоследствии закрепилось и за рекой протекавшей через село, с прибавлением к ней осетинского слова «дон», что значит «река». От этого князя также предположительно ведет своё начало адыгская фамилия Аргуновы.
Во время Кавказской войны по берегам реки Аргудан существовало несколько аулов — Тлостаналиево (Лъостэналийхьэблэ), Кожоково (Къуэжьыкъуей), Эльбаздукино (Елбэздокъуей), Хамурзино (Хьэмырзей) и Эркеново (Ерчэнхьэблэ).
После окончания Кавказской войны и упрочения российской колониальной администрации в 1865 году происходит объединение аулов в одно селение, которое стало называться Тлостаналиево (Лъостэналийхьэблэ). Однако, в результате земельной реформы в Кабарде 1867 года, село было переименовано в Аргудан.
До 1937 года Аргуданский сельсовет входил в состав Урванского округа Кабардино-Балкарской АССР. Затем включён в состав новообразованного Лескенского района.
Во время Великой Отечественной войны, село несколько месяцев было оккупировано немецкими войсками в конце 1942 года. После их отступления, началось восстановление села. В память о погибших в селе установлены памятники.
В 1962 году с упразднением Лескенского района, сельсовет был обратно передан в состав Урванского района.
В 2003 году Аргудан включён в состав образованного Лескенского района, который вновь был выделен из состава Урванского района, как отдельный муниципальный район.

## Население
| 2002  | 2010  | 2012  | 2013  | 2014  | 2015  | 2016  |
| ----- | ----- | ----- | ----- | ----- | ----- | ----- |
| 8010  | ↗8185 | ↗8322 | ↗8475 | ↗8578 | ↗8659 | ↗8735 |
| 2017  | 2018  | 2019  | 2020  | 2021  | 2023  | 2024  |
| ↗8835 | ↗8918 | ↗8955 | ↗9010 | ↘8910 | ↗8941 | ↗9008 |
| 2025  |       |       |       |       |       |       |
| ↗9099 |       |       |       |       |       |       |

Плотность — 119.88 чел./км².
Национальный состав
По данным Всероссийской переписи населения 2010 года:
| Народ      | Численность, чел. | Доля от всего населения, % |
| ---------- | ----------------- | -------------------------- |
| кабардинцы | 8119              | 99,2 %                     |
| другие     | 66                | 0,8 %                      |
| Всего      | 8185              | 100 %                      |

По данным Всероссийской переписи 2021 года:
| Народ               | Численность, чел. | Доля от всего населения, % |
| ------------------- | ----------------- | -------------------------- |
| кабардинцы          | 8 765             | 98,37 %                    |
| черкесы             | 68                | 0,76 %                     |
| другие / не указано | 77                | 0,86 %                     |
| всего               | 8 910             | 100,0 %                    |

Поло-возрастной состав
По данным Всероссийской переписи населения 2010 года:
| Возраст   | Мужчины, чел. | Женщины, чел. | Общая численность, чел. | Доля от всего населения, % |
| --------- | ------------- | ------------- | ----------------------- | -------------------------- |
| 0—14 лет  | 985           | 940           | 1925                    | 23,5 %                     |
| 15—59 лет | 2634          | 2767          | 5401                    | 66,0 %                     |
| от 60 лет | 326           | 533           | 859                     | 10,5 %                     |
| Всего     | 3945          | 4240          | 8185                    | 100 %                      |

Мужчины — 3945 человек (48,2 %). Женщины — 4240 человек (51,8 %).
Средний возраст населения — 31,7 лет. Медианный возраст населения — 27,8 лет.
Средний возраст мужчин — 30,6 лет. Медианный возраст мужчин — 27,3 лет.
Средний возраст женщин — 32,8 лет. Медианный возраст женщин — 28,5 лет.

## Местное самоуправление
Структуру органов местного самоуправления сельского поселения составляют:
- Глава сельского поселения — Суншев Ахмат Хаждаутович.
- Администрация сельского поселения Аргудан — состоит из 12 человек.
- Совет местного самоуправления сельского поселения Аргудан — состоит из 15 депутатов[23].

Адрес администрация сельского поселения — село Аргудан, ул. Суншева № 30.

## Образование
- Средняя общеобразовательная школа № 1 — ул. Ленина, 271.
- Средняя общеобразовательная школа № 2 — ул. Ленина, 113.
- Средняя общеобразовательная школа № 3 — ул. Жигунова, 105.
- Начальная школа Детский сад № 2 — ул. Ленина, 273.
- Начальная школа Детский сад № 3 — ул. Ленина, 110.

## Здравоохранение
- Участковая больница — ул. Подгорная, 3.

## Религия
- Центральная мечеть

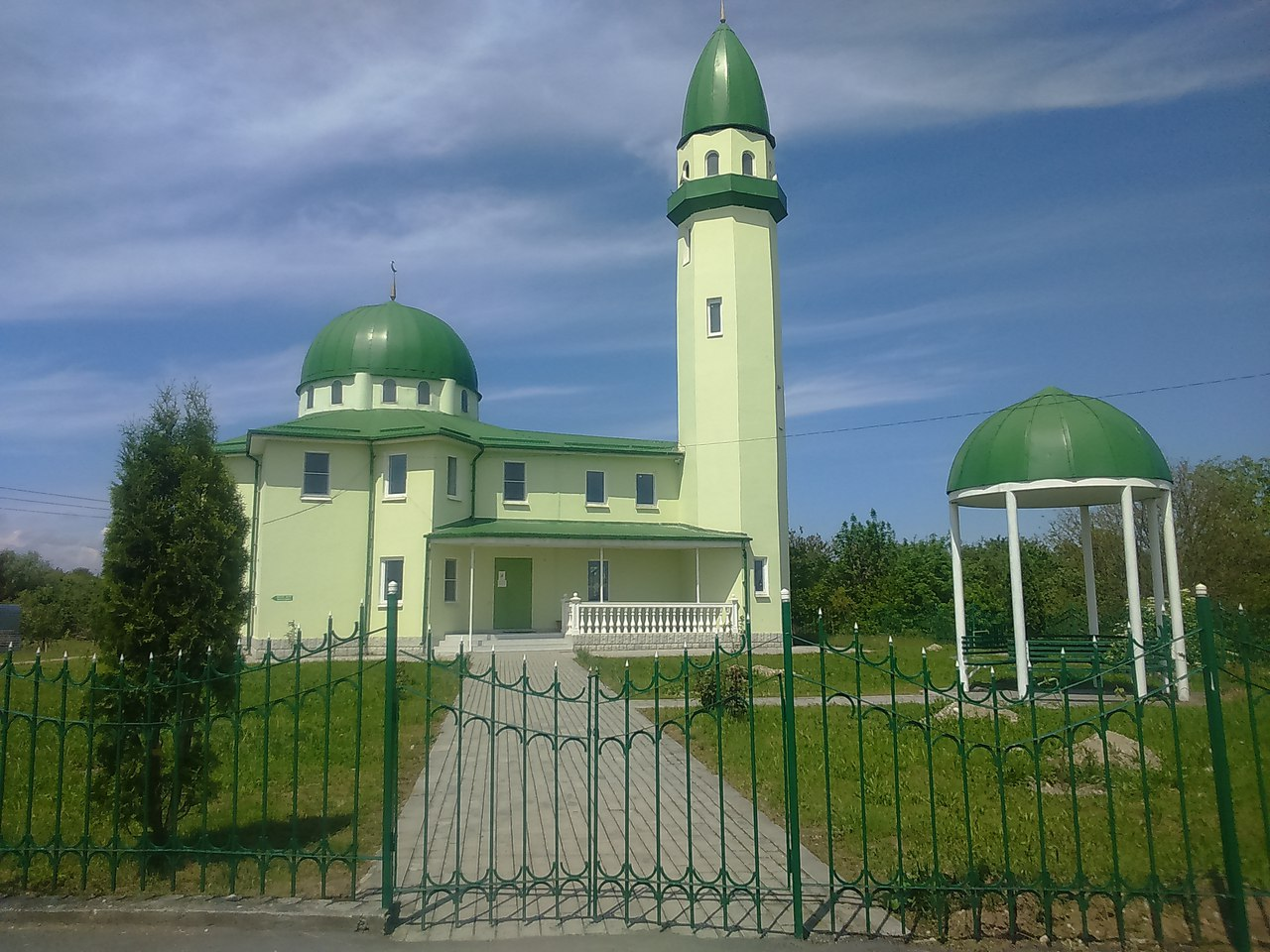
Центральная мечеть села

- Мечеть микрорайона Верхний Аргудан

## Культура
- Дом Культуры

Общественно-политические организации:
- Адыгэ Хасэ
- Совет ветеранов труда и Великой Отечественной войны.

## Экономика
Главную роль в экономике сельского хозяйства играет растениеводство. Наибольшее распространение получили разведения зерновых культур и овощеводство. Развито арендное землепользованиею
На территории муниципального образования действует одно крупное предприятие — ООО «Ермак».

## Улицы
Улицы:

| Арамисова            |
| Бжедугова            |
| Братьев Маремкуловых |
| Газова               |
| Жигунова             |

| Калинина  |
| Катинова  |
| Ленина    |
| Лесная    |
| Подгорная |

| Свердлова  |
| Суншева    |
| Тарчокова  |
| Унатлокова |
| Чапаева    |

Переулки:

| Герменчик  |
| Горный     |
| Горького   |
| Кавказский |
| Калмыкова  |

| Кооперативный   |
| Красноармейский |
| Лермонтова      |
| Молодёжный      |
| Партизанский    |

| Первомайский |
| Пушкина      |
| Садовый      |
| Тихий        |
| Шхагапсоевых |